# Teoria da cadeia lateral
A teoria da cadeia lateral (do alemão Seitenkettentheorie) é uma teoria proposta por Paul Ehrlich (1854–1915) para explicar a resposta imune nas células vivas. Ehrlich teorizou ainda nos princípios da sua carreira como investigador que a estrutura química poderia ser utilizada para explicar porque ocorria a resposta imunitária como reação a uma infeção. Acreditava ele que as toxinas e antitoxinas eram substâncias químicas numa época em que se sabia muito pouco sobre a sua natureza. A teoria explica a interação dos anticorpos e dos antígenos no sangue, e como os anticorpos são produzidos.

## História
Em 1891, Paul Ehrlich começou a trabalhar no recentemente criado Instituto Robert Koch de Berlim por convite do próprio Robert Koch. Em 1896 foi criado um novo ramo instituição, o Instituto para a Investigação e Comprovação do Soro (Institut für Serumforschung und Serumprüfung) em Frankfurt, e Ehrlich foi o seu director fundador. Investigou sobre as antitoxinas para a difteria e a sua união a anticorpos no sangue. Hipotetizou que os anticorpos se unem aos antígenos por meio de estruturas químicas especiais que chamou de "cadeias laterais" (entretanto, mais tarde ele próprio viria a denominá-las "receptores"). Tomando prestado um conceito usado por Emil Fischer em 1894 para explicar a interação entre uma enzima e o seu substrato, Ehrlich propôs que a união do receptor a um agente infeccioso era como o acoplamento entre uma chave e uma fechadura. Publicou a primeira parte da sua teoria da cadeia lateral em 1897, e na sua forma completa em 1900 numa conferência que dirigiu à Sociedade Real de Londres.

## Postulado
A teoria de Ehrlich pode resumir.se aos seguintes postulados:
1. Os anticorpos produzem os leucócitos do sangue de forma normal e actuam como cadeias laterais (receptores) na sua membrana plasmática.
2. Cada anticorpo possui uma especificidade para interagir com um determinado antígeno.
3. A interação antígeno-anticorpo ocorre por uma união exata por meio das cadeias laterais.

## Conceito
Ehrlich supôs que as células vivas tinham cadeias laterais da mesma maneira que os corantes tinham cadeias laterais que estavam realacionadas com as suas propriedades para dar cor. Estas cadeias laterais podem ligar-se a uma determinada toxina (ou a um antígeno), de igual mode que Emil Fischer propunha para as enzimas e substratos, "como uma chave e uma fechadura."
Ehrlich teorizou que uma célula que esteja a ser atacada por uma toxina produz mais cadeias laterais adicionais que se unem à toxina, e que estas cadeias laterais adicionais desprendem-se para formar os anticorpos que circulam pelo corpo. Segundo esta teoria, a superfície dos glóbulos brancos do sangue está coberta por muitas cadeias laterais que formam ligações quimicas com os antígenos. Para qualquer determinado antígeno, existe pelo menos uma destas cadeias laterais que se unem a ele, o que estimula a célula a produzir mais cadeias desse mesmo tipo, que depois seriam liberadas na corrente sanguínea como anticorpos. Segundo Ehrlich, um anticorpo poderia ser considerado uma etiqueta ou marca tridimensional microscópica de forma irregular, que se uniria a um antíxgeno específico, mas não a outras células do organismo. Foram estes anticorpos que Ehrlich veio a descrever como "balas mágicas", ums agentes que se unem especificamente a toxinas ou patógenos sem danificar o corpo.
Ehrlich sugeriu que a interação entre um agente infeccioso e o receptor unido à célula induziria a célula a produzir e libertar mais receptores com a mesma especificidade. Segundo a teoria de Ehrlich, a especificidade do receptor era determinada antes da sua exposição ao antígeno, e o antígeno selecionava o receptor apropriado. Finalmente, provou-se actualntemente que todos os aspectos da teoria de Ehrlich eram essencialmente correctos, com excepção de que o “receptor” pode existir tanto na forma de molécula de anticorpo solúvel como do receptor unido à membrana, e não é este último o que se liberta, mas antes que o anticorpo solúvel se segrega a partir do interior da célula.